# Ujungrusi
Ujungrusi is een bestuurslaag in het regentschap Tegal van de provincie Midden-Java, Indonesië. Ujungrusi telt 8709 inwoners (volkstelling 2010).